# Pazinčica
Die Pazinčica auch Pazinski potok ist ein Fluss im zentralen Teil der Halbinsel Istrien, in Kroatien. Das Fließgewässer erstreckt sich aufgrund karsthydrologischer Rahmenbedingungen nur in einem Teilabschnitt seines Tales an der Oberfläche.

## Verlauf

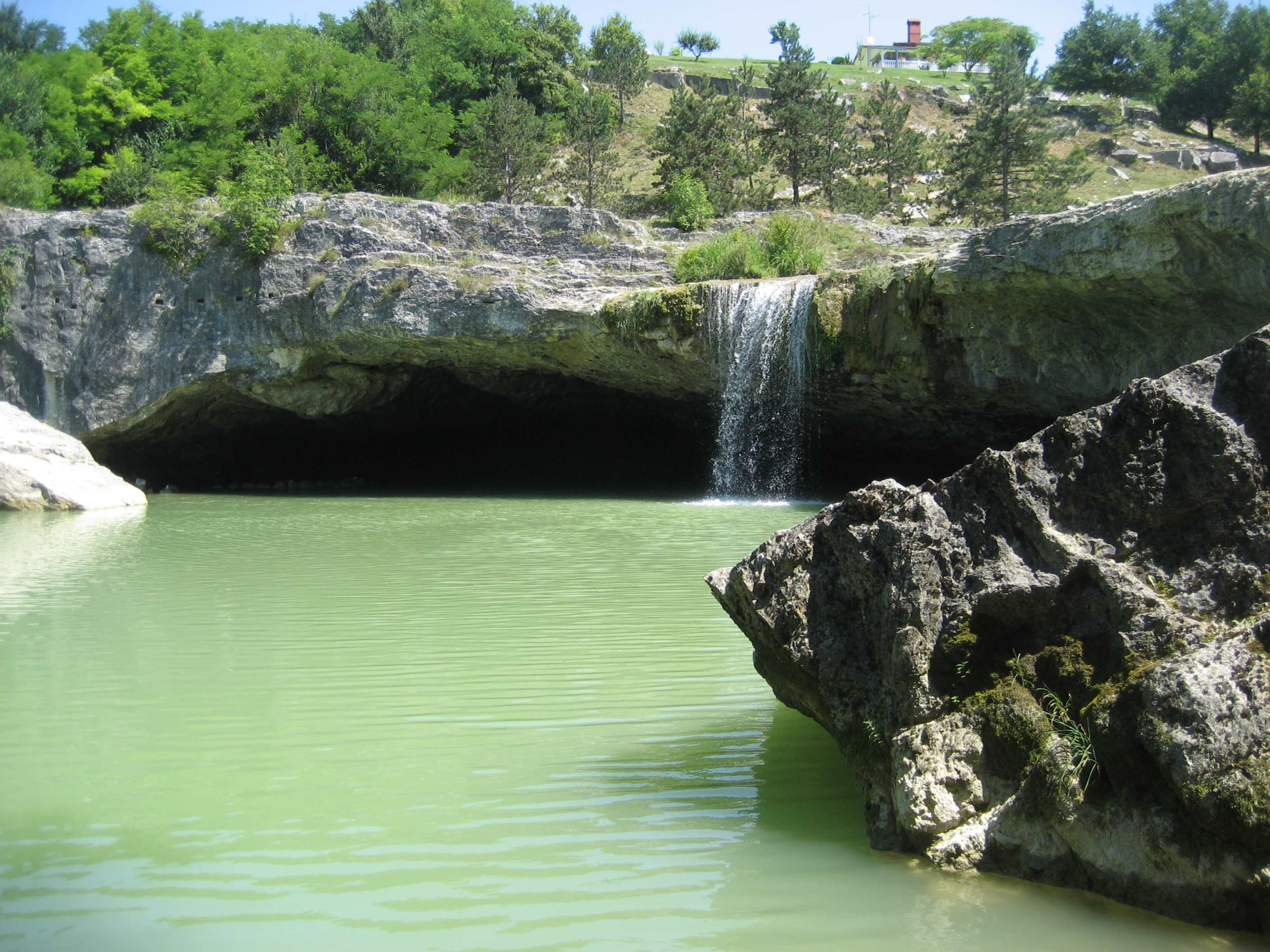
Zarečki krov, Wasserfall über einer Karsthöhlendecke an einer Verbruchstelle

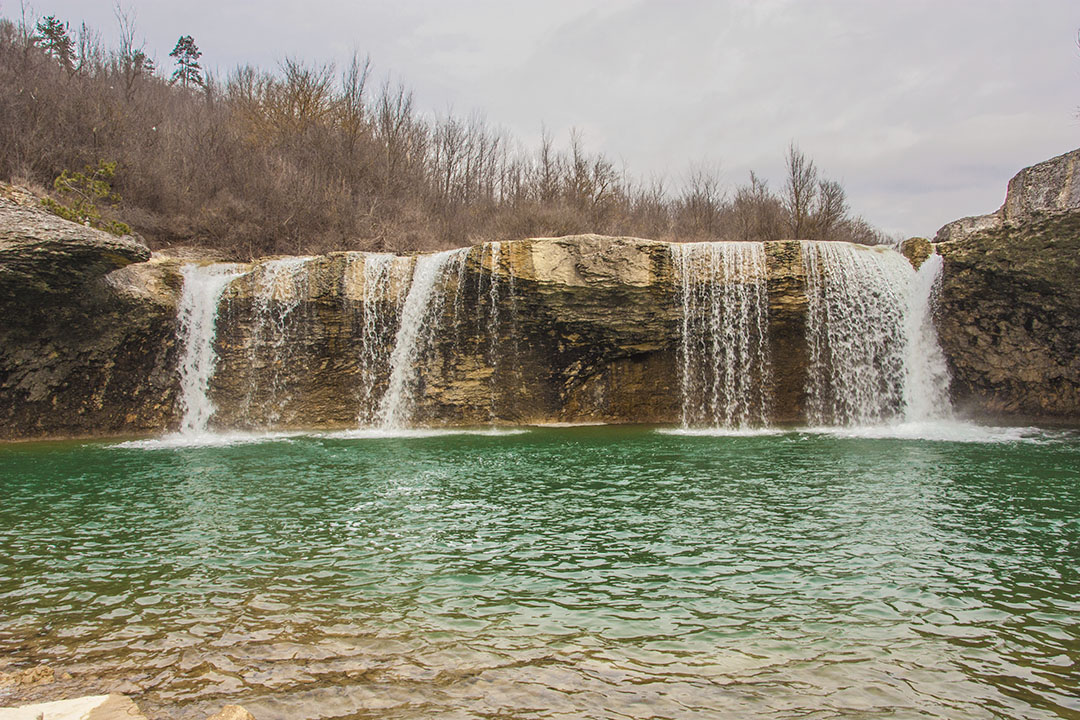
Wasserfall bei Pazin

Das Quellgebiet befindet sich nordöstlich des Dorfes Borut in einer Berglandschaft, deren Wasseraufkommen den Ursprung weiterer istrischer Wasserläufe, wie der Mirna und der Boljunčica ermöglicht.
In der Nähe des Weilers Dajčići, in etwa 400 m über dem Meeresspiegel, beginnt der Wasserlauf der Pazinčica und erstreckt sich parallel zur Bahnstrecke Divača–Pula und der Autobahn A8. Bei dem Dorf Cerovlje weitet sich das Tal und von beiden Seiten führen insgesamt drei Nebenflüsse zur Pazinčica. Unterhalb von Cerovlje liegen in einer breiten Schwemmlandebene zwischen dem Flusslauf und der Autobahn einige Teiche. Dieser Gewässerabschnitt liegt in der inneristrischen Flyschzone, wodurch die Pazinčica beim Eintritt in das Kalksteingebiet um Pazin zum allochthonen Wasserlauf wird.
Vor der Stadt Pazin, südlich des Dorfes Zarečje, liegt der Wasserfall Zarečki krov. Das fließende Wasser hat unterhalb der Höhenstufe aus Kalkstein, das Ergebnis einer zusammengebrochenen Karsthöhle, durch korrasive Einwirkungen ein kleines Becken ausgearbeitet. Der Wasserfall gehört zu den Sehenswürdigkeiten des Naturraums von Zentralistrien.
Am Stadtrand von Pazin fließt linksseitig der Bach Dražej in die Pazinčica, zuvor passierte er den Stadtrand aus Richtung Süden. Wenige Meter nach seiner Einmündung in die Pazinčica befindet sich der Wasserfall Pazinski krov, der hier ebenso ein kleines Becken ausgebildet hat. Im weiteren Verlauf windet sich der Flussverlauf in einer tiefen, durch Verbruch entstandenen Schlucht mit schroffen, senkrechten Felswänden um das Stadtgebiet.
In den Jahren 1990 bis 1993 entstand in diesem Bereich eine Fußgängerbrücke mit weitem Bogen über diese Schlucht.
Der oberirdische Flusslauf schließt am westlichen Stadtrand von Pazin, wo die Schlucht als blindes Tal endet, mit der Höhle Pazinska jama (Höhle von Pazin) ab. Hier beginnt der letzte und unterirdische Gewässerabschnitt der Pazinčica. Die Wasserführung in diesem Abschnitt wird von den Niederschlagsmengen erheblich beeinflusst. Bei Starkregen kann die Schlucht überschwemmt sein, weil das Wasser zuvor im Flussbett nicht ausreichend absinken kann, und in niederschlagsarmen Zeitintervallen ist der Wasserstand gering oder erreicht völlige Austrocknung. Die letzten größeren Hochwasserereignisse lagen in den Jahren 1964 und 1993.

## Galerie

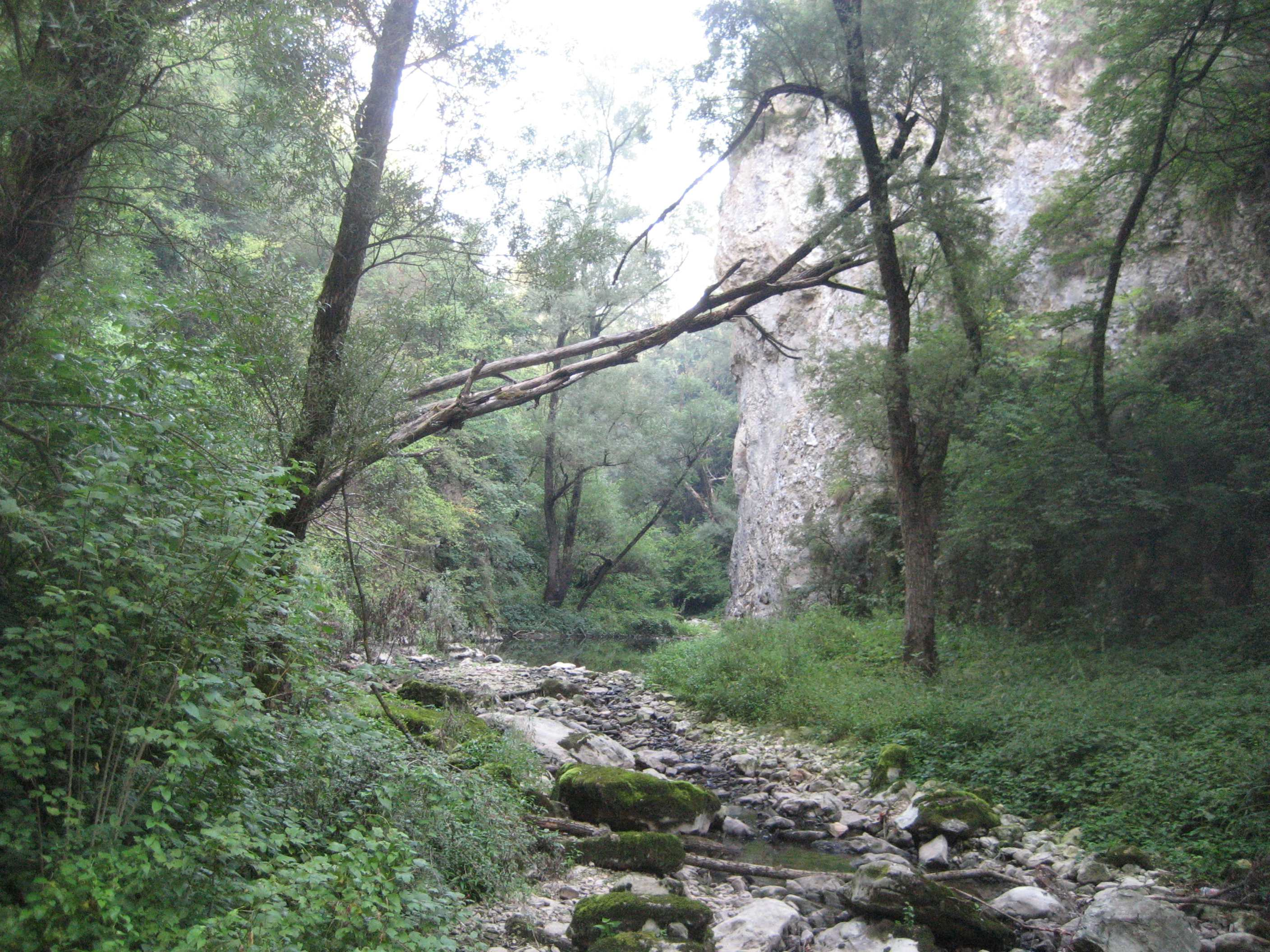
Geröll im Flussbett bei Pazin
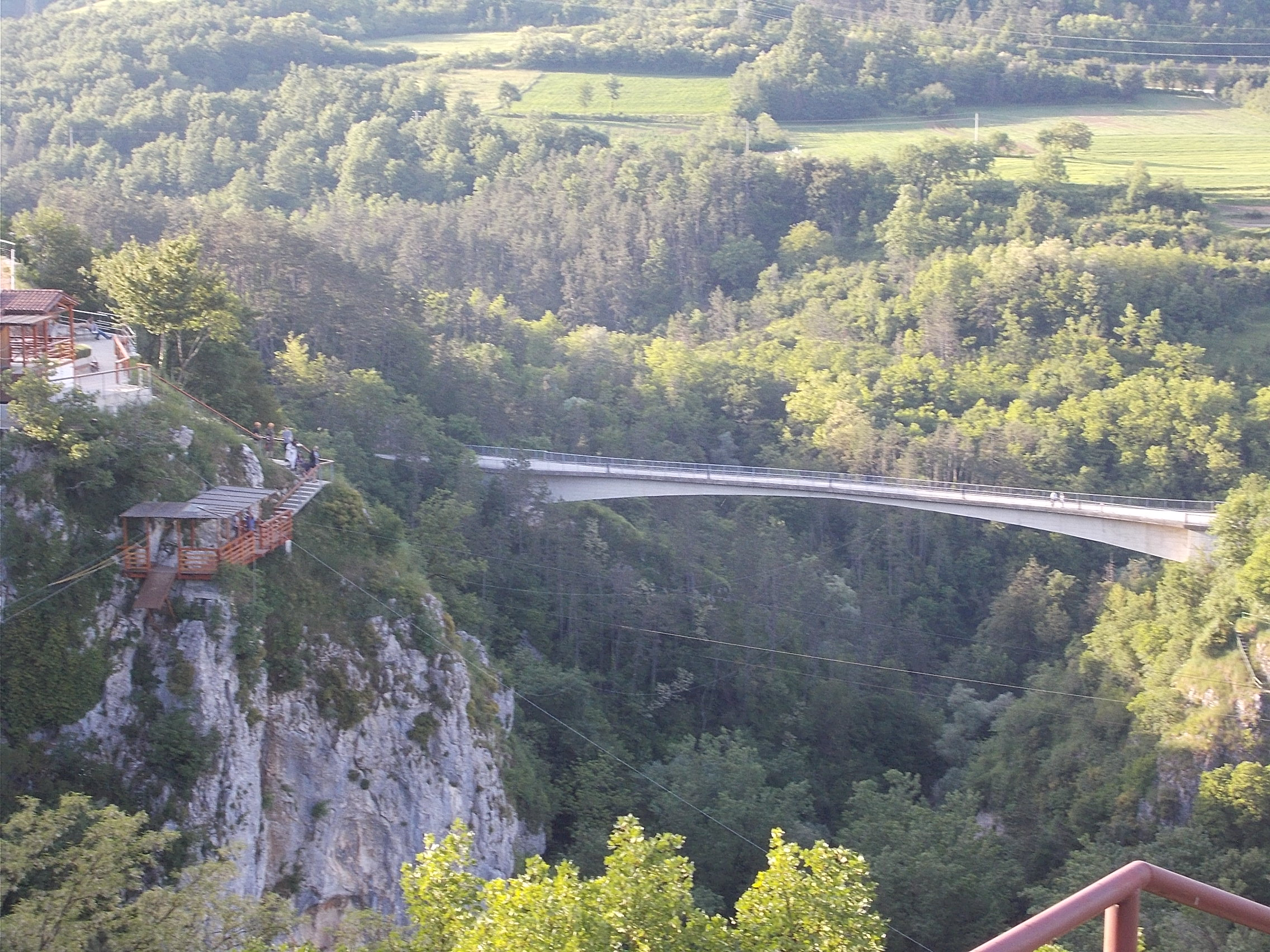
Fußgängerbrücke in der Schlucht der Pazinčica
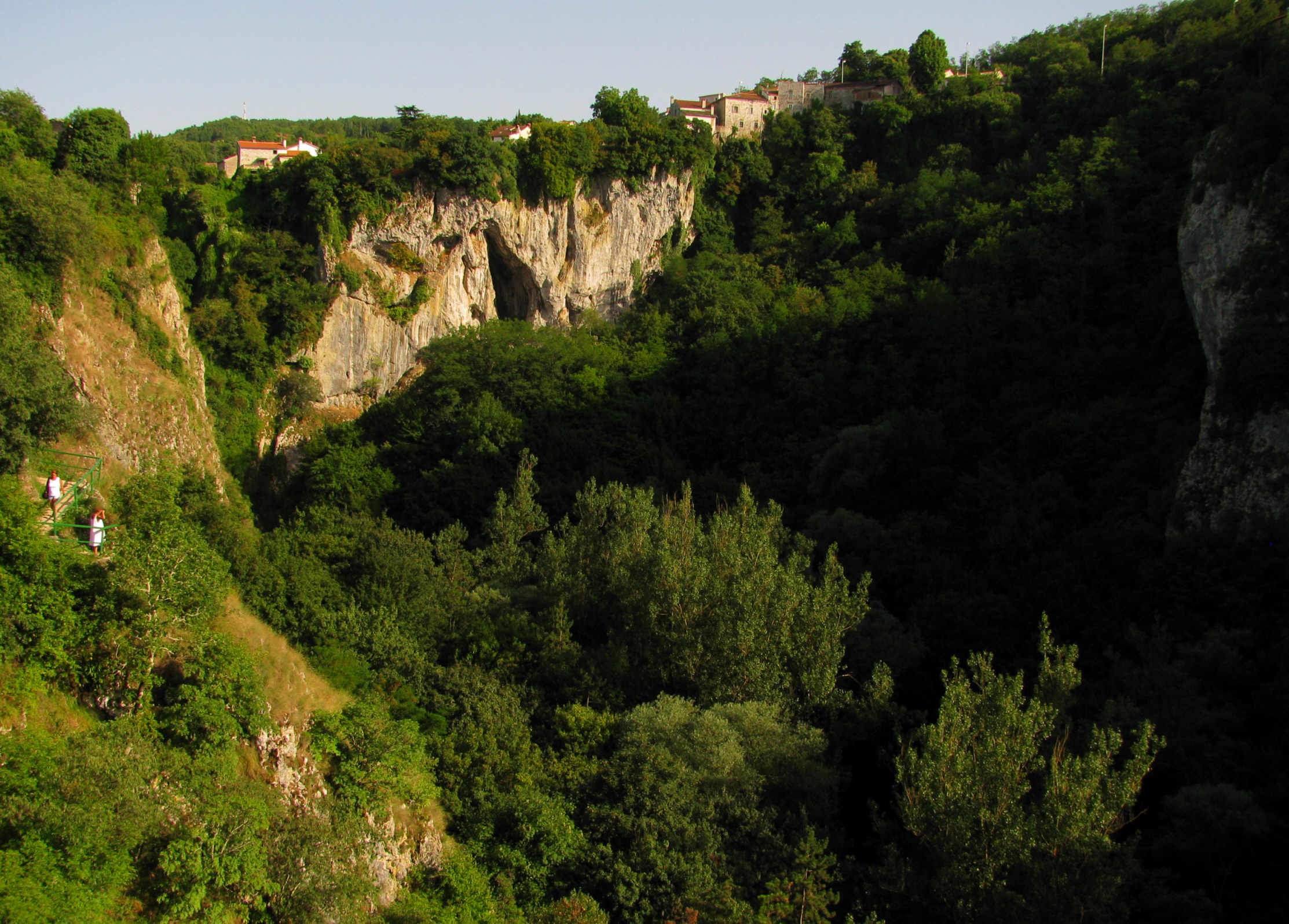
Teilansicht der Schlucht von Pazin